# 비브란디스 로젠블라트

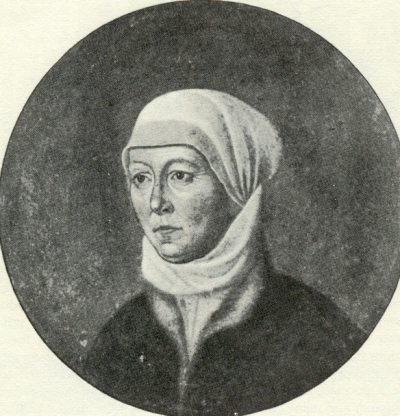
비브란디스 로젠블라트(Wibrandis Rosenblatt)

비브란디스 로젠블라트(Wibrandis Rosenblatt, 1504-1564)는 종교 개혁의 신부 혹은 종교개혁가들의 내조자이다. 3명의 종교 개혁가들의 아내였다. 외콜람파디우스 (결혼 1528-1531)가 병으로 죽자, 볼프강 카피토 (결혼 1532-1541)와 결혼했지만 그 또한 질병으로 사망하자 스트라스부르그의 개혁자 마르틴 부서(결혼 1542-1551)와 결혼하였지만 부서는 영국에서 죽었다. 그녀는 아버지 한스 로젠블라트(Hans Rosenblatt, 1475–1530)의 딸로 1504년 배드 색킨갠(Bad Säckingen)에서 태어나서 바젤에서 교육을 받았다. 1564년 바젤에서 페스트로 죽었다.
그녀의 첫 남편은 루드비히 켈러였다. 그녀는 11명의 어머니가 되었다. 그녀의 삶은 당시 종교개혁가들의 삶이 어려웠고 질병으로 사망이 많은 것을 보여준다.

## 비브란디스 로젠블라트 남편들
- 루드비히 켈러(Ludwig Cellarius) (결혼 1524 - † 1526) 딸 한명
- 외콜람파디우스 (결혼 1528-1531) 딸 2명과 아들 한명
- 볼프강 카피토 (결혼 1532-1541) 5명 자녀
- 마르틴 부서(결혼 1542-1551) 2명 자녀

## 같이 보기
- 종교개혁
- 종교개혁가

## 참고 문헌
- Heinze, Rudolph (2006). 〈Chapter 11: Women and the Reformation: The Marriages of Wibrandis Rosenblatt〉. 《Reform and Conflict》. Baker History of the Church 4. Monarch Books. 289–292쪽. ISBN 978-1-85424-690-5.
- Sonja Domröse: Frauen der Reformationszeit. Gelehrt, mutig und glaubensfest. Vandenhoeck & Ruprecht, Göttingen 2010, ISBN 978-3-525-55012-0.
- Irina Bossart: Wibrandis Rosenblatt (1504–1564) – „euer Diener im Herrn“ oder: Das Wort gewinnt Gestalt im Tun. In: Adelheid M. von Hauff (Hrsg.): Frauen gestalten Diakonie. Band 1: Von der biblischen Zeit bis zum Pietismus (). Kohlhammer, Stuttgart 2007, ISBN 978-3-17-019570-7, S. 321–336.
- Susanna Burghartz: Wibrandis Rosenblatt – Die Frau der Reformatoren. In: Theologische Zeitschrift. Bd. 60, Nr. 4, 2004, S. 337–349, (Digitalisat (PDF; 105,63 KB)).
- Roland H. Bainton: Frauen der Reformation. Von Katharina von Bora bis Anna Zwingli. 10 Porträts (= Gütersloher Taschenbücher. 1442). 2. Auflage. Gütersloher Verlags-Haus, Gütersloh 1996, ISBN 3-579-01442-0, S. 84–102.
- Ernst Staehelin: Frau Wibrandis. Eine Gestalt aus den Kämpfen der Reformationszeit. Gotthelf-Verlag, Bern u. a. 1934.